# Список плазунів Німеччини
У списку наведено всі види плазунів, які трапляються на території Німеччини. Термінологія наведена відповідно до списку плазунів Європи від Європейської герпетологічної спілки (лат. Societas Europaea Herpetologica), або просто SEH, основа списку взята з Червоної книги плазунів Німеччини.
Загалом у Німеччині підтверджено проживання 14 видів (6 видів ящірок, 7 видів змій та 1 виду черепах). Існують дані про інтродукцію низки алохтонних рептилій (Podarcis liolepis, Chrysemys picta, інвазивної Trachemys scripta), проте немає чітких даних щодо їхньої репродукції, у списку Червоної книги Німеччини цих плазунів не наводять як складову аборигенної герпетофауни.
На кількість видів впливають і таксономічні зміни: Lacerta bilineata довгий час утворювала з Lacerta viridis єдиний видовий комплекс, але у сучасних джерелах (зокрема, у тому ж списку від SEH) наведена як повноцінний вид. Natrix helvetica до 2017 року вважався підвидом Natrix natrix, після генетичних досліджень йому надано видовий статус, таким чином фауна плазунів Німеччини збагатилася ще одним видом вужів.
Поширеність різних видів неоднакова, південна частина країни багатша на видове розмаїття: наприклад, Vipera aspis, Podarcis muralis, Natrix tesselata трапляються лише на півдні. З іншого боку, Emys orbicularis чи Vipera berus є більш «північними» видами. Anguis fragilis та Lacerta agilis мешкають по всій Німеччині.
Як і в більшості країн, людська діяльність негативно впливає на чисельність плазунів знищенням придатних для життя біотопів, чиї території використовують для потреб сільського господарства, рекреації, побудови житла чи проведення транспортних комунікацій. Серед усіх тварин у Німеччині, саме у рептилій найбільша частка видів, які наражаються на різного ступеня небезпеку.

## Список

### Легенда
Такі теги використані для позначення охоронного статусу кожного виду за оцінками Європейського Червоного списку та МСОП:
| NT | Near Threatened | Близький до загрозливого стану |
| LC | Least Concern   | В найменшій загрозі            |

Для більшості плазунів наведений їхній статус у ЄЧС (виділений жирним шрифтом – LC). Якщо європейський статус відсутній, то наведено глобальний (звичайним шрифтом – LC). Якщо і такий статус відсутній, то в клітинці стоїть прочерк («—»).
Під українською вернакулярною назвою рептилій наведена локальна вернакулярна назва німецькою, якщо така існує.

### Підтверджені плазуни
| Українська назва/Локальна нава                                   | Біноміальна назва                     | Родина     | Ряд        | Статус ЄЧС/МСОП | Ареал проживання | Зображення | Виноски              |
| ---------------------------------------------------------------- | ------------------------------------- | ---------- | ---------- | --------------- | --- | ---------- | -------------------- |
| Веретільниця ламка (нім. Glattnatter)                            | Anguis fragilis (Linnaues, 1758)      | Anguidae   | Squamata   | LC              | Безнога ящірка поширена на всій території Німеччини. Найбільше полюбляє вологі та багаті рослинністю місцини в лісі чи неподалік нього. |            | [ 4 ] [ 5 ] [ 6 ]    |
| Мідянка звичайна (нім. Schlingnatter)                            | Coronella austriaca (Laurenti, 1768)  | Colubridae | Squamata   | LC              | Трапляється на всій території країни, але на півночі популяції фрагментарніші та ізольованіші одна від одної. Живе в різноманітних місцинах: на півночі це болотисті та чагарникові місцини, рідколісся, на півдні — виноградники, перелоги та інші закинуті аграрні території, осипи у підніжжя гір, насипи.                                                       |            | [ 7 ] [ 8 ] [ 9 ]    |
| Полоз ескулапів (нім. Äskulapnatter)                             | Zamenis longissimus (Laurenti, 1768)  | Colubridae | Squamata   | LC              | Існують три автохтонні популяції цієї змії: одна трапляється поблизу Шлангенбаду, друга — поблизу Гіршгорну та Ебербаху, третя (та єдина неізольована від загальної європейської популяції) — у долині річок Інн, Зальцах та Дунай. Полюбляє широколистяні ліси, південні схили пагорбів, кам'янисті береги річок, фруктові сади та виноградники, закинуті кар'єри. |            | [ 10 ] [ 11 ] [ 12 ] |
| Ящірка прудка (нім. Zauneidechse)                                | Lacerta agilis (Linnaues, 1758)       | Lacertidae | Squamata   | LC              | Поширений по всій країні вид, для якого типова евритопність: ящірку можна зустріти й на пустищах, і серед сільськогосподарських угідь, і на узліссях чи серед рідколісся, і на залізничних насипах, і на гірських луках, і на кам'яних спорудах чи виступах скель.                                                                                                  |            | [ 13 ] [ 14 ] [ 15 ] |
| (нім. Westliche Smaragdeidechse)                                 | Lacerta bilineata (Daudin, 1802)      | Lacertidae | Squamata   | LC              | Трапляється на південному заході Німеччини, у долині Рейну, Нае, Мозелю. Надає перевагу теплим, навіть посушливим біотопам: чагарникам, що зростають на вапнякових ґрунтах, осипам у підніжжя гір, кам'янистим берегам річок, хащам на узліссі, насипам уздовж транспортних комунікацій тощо.                                                                       |            | [ 16 ] [ 17 ] [ 18 ] |
| Ящірка зелена (нім. Östliche Smaragdeidechse)                    | Lacerta viridis (Laurenti, 1768)      | Lacertidae | Squamata   | LC              | Одна популяція наявна поблизу Пассау на самому сході Малого Альфельду, де вона полюбляє схили Дунаю, покриті чагарниками, зарослі на узбіччях доріг, посушливі поля. Низка менших популяцій проживає на сході Бранденбургу серед вересових чагарників, рідких соснових лісів, насипів уздовж колій.                                                                 |            | [ 19 ] [ 20 ] [ 21 ] |
| Ящірка мурова (нім. Mauereidechse)                               | Podarcis muralis (Laurenti, 1768)     | Lacertidae | Squamata   | LC              | Поширена в південно-західній частині країни (Баден-Вюртенберг, Рейнланд-Пфальц, Саар, південь Гессену та Рейну-Вестфалю); пробігає процес антропогенного поширення по інших місцях. Полюбляє посушливі чагарники, скелі, кам'янисті узбережжя водойм, насипи уздовж колій, закинуті кам'яні будівлі, виноградники та фруктові сади.                                 |            | [ 22 ] [ 23 ] [ 24 ] |
| Ящірка живородна (нім. Waldeidechse)                             | Zootoca vivipara (Lichtenstein, 1823) | Lacertidae | Squamata   | LC              | Ящірка поширена по всій країні. Полюбляє вологу, тому болотисті місцини, береги струмків чи річок, ліси з високою вологістю є основним місцем проживання, однак не гидує закинутими кар'єрами, насипами уздовж транспортних комунікацій, піщаними берегами, садами та виноградниками.                                                                               |            | [ 25 ] [ 26 ] [ 27 ] |
| (нім. Barrenringelnatter)                                        | Natrix helvetica (Lacépède, 1789)     | Natricidae | Squamata   | —               | Достеменна зона поширення до кінця невивчена, на відміну від N. natrix, трапляється повсюдно на захід від Рейну, також відомо про «південноальпійську» популяцію у Баварії. Полюбляє зарослі береги тихих водойм, оболоні, болота тощо. |            | [ 28 ] [ 29 ] [ 30 ] |
| Вуж звичайний (нім. Ringelnatter)                                | Natrix natrix (Linnaues, 1758)        | Natricidae | Squamata   | LC              | По всій країні на схід від Рейну, уздовж Рейну існує зона гібридизації з N. helvetica. Оселища ідентичні до N. helvetica: водойми з очеретом, болотисті місцини, але інколи його можна зустріти і в нетипових місцях, як-от у закинутих кар'єрах. |            | [ 28 ] [ 31 ] [ 32 ] |
| Вуж водяний (нім. Würfelnatter)                                  | Natrix tesselata (Laurenti, 1768)     | Natricidae | Squamata   | LC              | Невеличкі популяції трапляються уздовж Лану, Мосселю та Нае, наявна реінтродукована популяція на Ельбі біля Майсену. Як і попередні вужі, полюбляє теплі водойми з повільною течією, де він полює, відпочиває на зарослих берегах біля них. |            | [ 33 ] [ 34 ] [ 35 ] |
| Гадюка аспідова (нім. Aspisviper)                                | Vipera aspis (Linnaues, 1758)         | Viperidae  | Squamata   | LC              | Виключно на південному сході Шварцвальду (Баден-Вюртенбург). Полюбляє теплі місцини: нагріте каміння уздовж рік чи осипи у підніжжя гір, як густі ліси, так і рідколісся, пасовища. |            | [ 36 ] [ 37 ] [ 38 ] |
| Гадюка звичайна (нім. Kreuzotter)                                | Vipera berus (Linnaues, 1758)         | Viperidae  | Squamata   | LC              | Поширена в Північнонімецькій низовині, у низькогір'ї на сході країни, у Швабському Альбі, на півдні в Альпах. В інших частинах країни трапляється дуже рідко, у деяких землях (Бремен, Саар, Рейнланд-Пфальц) відсутня. Мешкає у різноманітних місцинах: на узліссях та лісових галявинах, на різних луках, серед чагарників на рівнинах, на порослих насипах.      |            | [ 39 ] [ 40 ] [ 41 ] |
| Болотна черепаха європейська (нім. Europäische Sumpfschildkröte) | Emys orbicularis (Linnaues, 1758)     | Emydidae   | Testudines | NT              | Черепаху можна зустріти тільки на північному сході Бранденбургу, в Гессені і на стику Майну та Рейну у Верхній Швабії. Полюбляє спокійні та заболочені водойми (заплави, ставки, болота). |            | [ 42 ] [ 43 ] [ 44 ] |

### Сумнівні плазуни чи ті, які потребують подальшого уточнення
| Українська назва/Локальна нава                                    | Біноміальна назва                              | Родина     | Ряд        | Статус ЄЧС/МСОП | Пояснення | Зображення | Виноски                     |
| ----------------------------------------------------------------- | ---------------------------------------------- | ---------- | ---------- | --------------- | --- | ---------- | --------------------------- |
| (нім. Katalanische Mauereidechse)                                 | Podarcis liolepis (Boulenger, 1905)            | Lacertidae | Squamata   | —               | У праці Schulte et al. наведені дані щодо інтродукції цієї ящірки у Нертен-Гарденбергу разом з алохтонною для цих країв P. muralis. У Червоній книзі Німеччини про неї згадується, але до переліку «німецьких» рептилій вона не входить.                                               |            | [ 45 ] [ 46 ] [ 47 ]        |
| Черепаха барвиста (нім. Zierschildkröte)                          | Chrysemys picta (Schneider, 1783)              | Emydidae   | Testudines | LC              | Дані щодо інтродукції наявні на сайті МСОП, Reptile Database, Centre for Agriculture and Bioscience International. У Червоній книзі Німеччини відсутня. |            | [ 48 ] [ 49 ] [ 50 ]        |
| Червоновуха черепаха звичайна (нім. Rotwangen-Schmuckschildkröte) | Trachemys scripta (Thunberg in Schoepff, 1792) | Emydidae   | Testudines | NA              | Черепаху часто випускають на волю, знахідки реєструють по всій країні, однак беззаперечних даних про її репродукцію в дикій природі немає. Відповідно до Червоної книги Німеччини, черепаху поки що не відносять до локальної герпетофауни, однак інші джерела вказують на протилежне. |            | [ 45 ] [ 51 ] [ 52 ] [ 53 ] |